# Kölner Haie
Kölner Haie je německý klub ledního hokeje, který sídlí v Kolíně nad Rýnem ve spolkové zemi Severní Porýní-Vestfálsko. Založen byl v roce 1972 po vystoupení oddílu ledního hokeje ze sportovního klubu Kölner EK. Svůj současný název nese od roku 1994. Německým mistrem se stal v letech 1977, 1979, 1984, 1986, 1987, 1988, 1995 a 2002. Německý pohár vyhrál v roce 2004. Na mezinárodně scéně je největším úspěchem vítězství na Spenglerově poháru v roce 1999. Od sezóny 1994/95 působí v Deutsche Eishockey Lize, německé nejvyšší soutěži ledního hokeje. Klubové barvy jsou červená a bílá.
Své domácí zápasy odehrává v Lanxess Areně s kapacitou 18 650 diváků.

## Historické názvy
Zdroj: 
- 1972 – Kölner EC (Kölner Eishockeyclub)
- 1994 – Kölner Haie

## Získané trofeje

### Vyhrané domácí soutěže
- Meisterschaft / Bundesliga / DEL ( 8× )
  - 1976/77, 1978/79, 1983/84, 1985/86, 1986/87, 1987/88, 1994/95, 2001/02
- Deutscher Eishockeypokal ( 1× )
  - 2003/04

### Vyhrané mezinárodní soutěže
- Spenglerův pohár ( 1× )
  - 1999

## Účast v mezinárodních pohárech
Zdroj: 
Legenda: SP – Spenglerův pohár, EHP – Evropský hokejový pohár, EHL – Evropská hokejová liga, SSix – Super six, IIHFSup – IIHF Superpohár, VC – Victoria Cup, HLMI – Hokejová liga mistrů IIHF, ET – European Trophy, HLM – Hokejová liga mistrů, KP – Kontinentální pohár
- SP 1977 – Základní skupina (4. místo)
- EHP 1977/1978 – 3. kolo
- EHP 1979/1980 – 3. kolo
- SP 1981 – Základní skupina (3. místo)
- SP 1982 – Základní skupina (4. místo)
- EHP 1984/1985 – Finálová skupina (2. místo)
- EHP 1986/1987 – 3. kolo
- EHP 1987/1988 – Základní skupina D (2. místo)
- EHP 1988/1989 – Finálová skupina (3. místo)
- EHP 1995/1996 – Finále
- EHL 1996/1997 – Základní skupina D (2. místo)
- EHL 1997/1998 – Základní skupina C (2. místo)
- SP 1999 – Finále
- SP 2000 – Základní skupina (3. místo)
- SP 2002 – Základní skupina (3. místo)
- HLM 2014/2015 – Základní skupina A (4. místo)

## Přehled ligové účasti
Stručný přehled
Zdroj: 
- 1972–1973: Eishockey-Oberliga (2. ligová úroveň v Německu)
- 1973–1994: Eishockey-Bundesliga (1. ligová úroveň v Německu)
- 1994– : Deutsche Eishockey Liga (1. ligová úroveň v Německu)

Jednotlivé ročníky
Zdroj: 
Legenda: ZČ – základní část, červené podbarvení – sestup, zelené podbarvení – postup, fialové podbarvení – reorganizace, změna skupiny či soutěže
| Německo (1972 – ) |                         |           |                       |                                                                                   |                                                                                   |
| Sezóny            | Soutěž                  | Úroveň    | ZČ                    | Play-off                                                                          | Poznámky                                                                          |
| 1972/73           | Oberliga                | 2. úroveň | 1. místo              |                                                                                   | Postup                                                                            |
| 1973/74           | Bundesliga              | 1. úroveň | 8. místo              |                                                                                   |                                                                                   |
| 1974/75           | Bundesliga              | 1. úroveň | 7. místo              |                                                                                   |                                                                                   |
| 1975/76           | Bundesliga              | 1. úroveň | 6. místo              |                                                                                   |                                                                                   |
| 1976/77           | Bundesliga              | 1. úroveň | 1. místo              | Finálová skupina (1. místo)                                                       |                                                                                   |
| 1977/78           | Bundesliga              | 1. úroveň | 1. místo              | Finálová skupina (3. místo)                                                       |                                                                                   |
| 1978/79           | Bundesliga              | 1. úroveň | 1. místo              | Finálová skupina (1. místo)                                                       |                                                                                   |
| 1979/80           | Bundesliga              | 1. úroveň | 6. místo              | Finálová skupina (6. místo)                                                       |                                                                                   |
| 1980/81           | Bundesliga              | 1. úroveň | 10. místo             | Skupina o udržení (1. místo)                                                      |                                                                                   |
| 1981/82           | Bundesliga              | 1. úroveň | 2. místo              | Zápas o 3. místo (výhra)                                                          |                                                                                   |
| 1982/83           | Bundesliga              | 1. úroveň | 4. místo              | Zápas o 3. místo (prohra)                                                         |                                                                                   |
| 1983/84           | Bundesliga              | 1. úroveň | 2. místo              | Vítěz                                                                             |                                                                                   |
| 1984/85           | Bundesliga              | 1. úroveň | 2. místo              | Zápas o 3. místo (výhra)                                                          |                                                                                   |
| 1985/86           | Bundesliga              | 1. úroveň | 1. místo              | Vítěz                                                                             |                                                                                   |
| 1986/87           | Bundesliga              | 1. úroveň | 2. místo              | Vítěz                                                                             |                                                                                   |
| 1987/88           | Bundesliga              | 1. úroveň | 2. místo              | Vítěz                                                                             |                                                                                   |
| 1988/89           | Bundesliga              | 1. úroveň | 1. místo              | Zápas o 3. místo (výhra)                                                          |                                                                                   |
| 1989/90           | Bundesliga              | 1. úroveň | 2. místo              | Zápas o 3. místo (výhra)                                                          |                                                                                   |
| 1990/91           | Bundesliga              | 1. úroveň | 1. místo              | Finále                                                                            |                                                                                   |
| 1991/92           | Bundesliga              | 1. úroveň | 3. místo              | Čtvrtfinále                                                                       |                                                                                   |
| 1992/93           | Bundesliga              | 1. úroveň | 2. místo              | Finále                                                                            |                                                                                   |
| 1993/94           | Bundesliga              | 1. úroveň | 5. místo              | Semifinále                                                                        | Reorganizace                                                                      |
| 1994/95           | Deutsche Eishockey Liga | 1. úroveň | 6. místo              | Finále Výhra s EV Landshut 3 : 2                                                  |                                                                                   |
| 1995/96           | Deutsche Eishockey Liga | 1. úroveň | Zlatá medaile         | Finále Prohra s Düsseldorfer EG 1 : 3                                             |                                                                                   |
| 1996/97           | Deutsche Eishockey Liga | 1. úroveň | Zlatá medaile         | Čtvrtfinále Prohra s EV Landshut 1 : 3                                            |                                                                                   |
| 1997/98           | Deutsche Eishockey Liga | 1. úroveň | 6. místo              | Čtvrtfinále Prohra s EV Landshut 0 : 3                                            |                                                                                   |
| 1998/99           | Deutsche Eishockey Liga | 1. úroveň | 5. místo              | Čtvrtfinále Prohra s Frankfurt Lions 2 : 3                                        |                                                                                   |
| 1999/00           | Deutsche Eishockey Liga | 1. úroveň | Zlatá medaile         | Finále Prohra s Hamburg Freezers 1 : 3                                            |                                                                                   |
| 2000/01           | Deutsche Eishockey Liga | 1. úroveň | Stříbrná medaile      | Čtvrtfinále Prohra s Hannover Scorpions 0 : 3                                     |                                                                                   |
| 2001/02           | Deutsche Eishockey Liga | 1. úroveň | 6. místo              | Finále Výhra s Adler Mannheim 3 : 2                                               |                                                                                   |
| 2002/03           | Deutsche Eishockey Liga | 1. úroveň | Stříbrná medaile      | Finále Prohra s Krefeld Pinguine 2 : 3                                            |                                                                                   |
| 2003/04           | Deutsche Eishockey Liga | 1. úroveň | 4. místo              | Čtvrtfinále Prohra s Frankfurt Lions 2 : 4                                        |                                                                                   |
| 2004/05           | Deutsche Eishockey Liga | 1. úroveň | 4. místo              | Čtvrtfinále Prohra s ERC Ingolstadt 2 : 4                                         |                                                                                   |
| 2005/06           | Deutsche Eishockey Liga | 1. úroveň | 5. místo              | Semifinále Prohra s Düsseldorfer EG 2 : 3                                         |                                                                                   |
| 2006/07           | Deutsche Eishockey Liga | 1. úroveň | 5. místo              | Semifinále Prohra s Adler Mannheim 0 : 3                                          |                                                                                   |
| 2007/08           | Deutsche Eishockey Liga | 1. úroveň | Bronzová medaile      | Finále Prohra s Eisbären Berlín 1 : 3                                             |                                                                                   |
| 2008/09           | Deutsche Eishockey Liga | 1. úroveň | 15. místo             | Ne                                                                                |                                                                                   |
| 2009/10           | Deutsche Eishockey Liga | 1. úroveň | 10. místo             | Předkolo Prohra s ERC Ingolstadt 1 : 2                                            |                                                                                   |
| 2010/11           | Deutsche Eishockey Liga | 1. úroveň | 9. místo              | Čtvrtfinále Prohra s Grizzly Adams Wolfsburg 0 : 3                                |                                                                                   |
| 2011/12           | Deutsche Eishockey Liga | 1. úroveň | 9. místo              | Čtvrtfinále Prohra s Eisbären Berlín 0 : 4                                        |                                                                                   |
| 2012/13           | Deutsche Eishockey Liga | 1. úroveň | Stříbrná medaile      | Finále Prohra s Eisbären Berlín 1 : 3                                             |                                                                                   |
| 2013/14           | Deutsche Eishockey Liga | 1. úroveň | 5. místo              | Finále Prohra s ERC Ingolstadt 3 : 4                                              |                                                                                   |
| 2014/15           | Deutsche Eishockey Liga | 1. úroveň | 11. místo             | Ne                                                                                |                                                                                   |
| 2015/16           | Deutsche Eishockey Liga | 1. úroveň | 7. místo              | Semifinále Prohra s EHC Red Bull München 1 : 4                                    |                                                                                   |
| 2016/17           | Deutsche Eishockey Liga | 1. úroveň | 4. místo              | Čtvrtfinále Prohra s Grizzlys Wolfsburg 3 : 4                                     |                                                                                   |
| 2017/18           | Deutsche Eishockey Liga | 1. úroveň | 6. místo              | Čtvrtfinále Prohra s Nürnberg Ice Tigers 2 : 4                                    |                                                                                   |
| 2018/19           | Deutsche Eishockey Liga | 1. úroveň | 4. místo              | Semifinále Čtvrtfinále Prohra s Adler Mannheim 0 : 4                              |                                                                                   |
| 2019/20           | Deutsche Eishockey Liga | 1. úroveň | 11. místo             | Ročník zrušen po odehrání základní části z důvodu epidemie koronaviru SARS-CoV-2. | Ročník zrušen po odehrání základní části z důvodu epidemie koronaviru SARS-CoV-2. |
| 2020/21           | Deutsche Eishockey Liga | 1. úroveň | 6. místo ve sk. Sever | Ne                                                                                | Liga rozdělena na skupiny Sever a Jih                                             |
| 2021/22           | Deutsche Eishockey Liga | 1. úroveň | 10. místo             | Čtvrtfinále Prohra s Eisbären Berlin 2 : 4                                        |                                                                                   |
| 2022/23           | Deutsche Eishockey Liga | 1. úroveň | 6. místo              | Čtvrtfinále Prohra s Adler Mannheim 2 : 4                                         |                                                                                   |
| 2023/24           | Deutsche Eishockey Liga | 1. úroveň | 8. místo              | Předkolo Prohra s ERC Ingolstadt 1 : 2                                            |                                                                                   |
| 2024/25           | Deutsche Eishockey Liga | 1. úroveň | 6. místo              | Finále Prohra s Eisbären Berlín 1 : 4                                             |                                                                                   |